# 1714 Sy
1714 Sy è un asteroide della fascia principale del diametro medio di circa 16,8 km. Scoperto nel 1951, presenta un'orbita caratterizzata da un semiasse maggiore pari a 2,5677043 UA e da un'eccentricità di 0,1544731, inclinata di 7,98350° rispetto all'eclittica.
L'asteroide è dedicato all'astronomo francese Frédéric Sy.